# Обичівська сільська рада
Оби́чівська сільська́ ра́да — адміністративно-територіальна одиниця та орган місцевого самоврядування у Прилуцькому районі Чернігівської області. Адміністративний центр — село Обичів.

## Загальні відомості
Обичівська сільська рада утворена у 1918 році.
05.02.1965 Указом Президії Верховної Ради Української РСР передано сільради Ічнянського району: Обичівську та Ряшківську — до складу Прилуцького району.
- Територія ради: 54,424 км²
- Населення ради: 807 осіб (станом на 2001 рік)

## Населені пункти
Сільській раді підпорядковані населені пункти:
- с. Обичів
- с. Заудайка
- с. Радьківка

## Склад ради
Рада складається з 12 депутатів та голови.
- Голова ради: Вовченко Сергій Сергійович
- Секретар ради: Шанько Тетяна Федорівна

### Керівний склад попередніх скликань
| Прізвище, ім'я, по батькові | Основні відомості                                                                       | Дата обрання | Дата звільнення |
| --------------------------- | --------------------------------------------------------------------------------------- | ------------ | --------------- |
| Вовченко Сергій Сергійович  | Сільський голова, 1983 року народження, освіта вища, член Соціалістичної партії України | 26.03.2006   | 31.10.2010      |
| Вовченко Сергій Сергійович  | Сільський голова, 1983 року народження, освіта вища                                     | 31.10.2010   |                 |

Примітка: таблиця складена за даними сайту Верховної Ради України

### Депутати
За результатами місцевих виборів 2010 року депутатами ради стали:

#### За суб'єктами висування
| Суб'єкт висування | Кількість обраних депутатів | %    |
| ----------------- | --------------------------- | ---- |
| Самовисування     | 10                          | 83,3 |
| Народна партія    | 1                           | 8,3  |
| Партія регіонів   | 1                           | 8,3  |

#### За округами
| № округу        | Прізвище, ім'я, по батькові    | Дата визнання обраним | Освіта  | Партійна приналежність | Відомості про обраного депутата                      |
| --------------- | ------------------------------ | --------------------- | ------- | ---------------------- | ---------------------------------------------------- |
| Народна Партія  |                                |                       |         |                        |                                                      |
| 2               | Харченко Віктор Григорович     | 01.11.2010            | середня | член Народної партії   | ДП Прилуцький лісгосп, майстер лісу                  |
| Партія регіонів |                                |                       |         |                        |                                                      |
| 10              | Юрченко Лідія Петрівна         | 01.11.2010            | вища    | позапартійна           | пенсіонер                                            |
| Самовисування   |                                |                       |         |                        |                                                      |
| 1               | Булавін Тетяна Іванівна        | 01.11.2010            | середня | позапартійна           | тимчасово не працює                                  |
| 3               | Пілеко Ольга Іванівна          | 01.11.2010            | вища    | позапартійна           | тимчасово не працює                                  |
| 4               | Голуб Надія Анатоліївна        | 01.11.2010            | середня | позапартійна           | пенсіонер                                            |
| 5               | Бессонова Наталія Іванівна     | 01.11.2010            | середня | позапартійна           | Прилуцький територіальний центр, соціальний робітник |
| 6               | Мойсеєнко Олександр Вікторович | 09.01.2011            | середня | позапартійний          | ТОВ «НафкомАгро», водій                              |
| 7               | Шанько Тетяна Федорівна        | 01.11.2010            | вища    | позапартійна           | Обичівська сільська рада, секретар виконкому         |
| 8               | Гришкова Наталія Іванівна      | 01.11.2010            | вища    | позапартійна           | тимчасово не працює                                  |
| 9               | Коломієць Світлана Василівна   | 01.11.2010            | вища    | позапартійна           | Обичівська загальноосвітня школа І-ІІ ст., директор  |
| 11              | Гришко Людмила Вікторівна      | 01.11.2010            | вища    | позапартійна           | Обичівська сільська бібліотека, завідувачка          |
| 12              | Кізім Наталія Петрівна         | 01.11.2010            | вища    | позапартійна           | Прилуцький РЕМ, контролер                            |